# اسناد بابلی و مصری در دوره هخامنشی
هیچ سند مکتوبی به زبان فارسی باستان یا دیگر زبان‌های ایرانی باستان تا به حال کشف نگردیده است. به نظر، در پارس و ماد، هیچ معامله‌ای به صورت سند مکتوب نگشته، گرچه پارسی‌ها و دیگر ایرانی‌های ساکن بابل، به صورت فعالانه در تجارت شرکت می‌جستند و به دنبال قاعده سنتی بابلی، قباله‌های متفاوتی با افراد بومی ثبت می‌کردند. اسناد املاک‌داری پادشاهی در پارس اکثراً به زبان ایلامی و اقلاً به زبان آرامی مکتوب می‌شد.

## بابل
حدود شش‌هزار اسناد قانونی، اقتصادی و دیوانسالاری از اسناد شخصی و بایگانی معبد بابلی‌ها در دوران هخامنشیان پیدا شد که تا کنون منتشر گشتند. این اسناد با زبان اکدی و لهجه پساایلامی، بر روی الواح گلی مکتوب شدند. این اسناد شامل متون قرار، گرونامه، قرارداد برای فروش و کرایه زمین و خانه‌ها، رسید پرداخت مالیات، بایگانی اقدامات دربار و ... هستند. پانصد تا از این اسناد، نامه‌های اداری یا شخصی هستند. اکثر این متون متعلق به دوران‌های پادشاهی کوروش، کمبوجیه و داریوش بزرگ هستند. حدود بیست تا از آنها در مناطق اکباتان، پرسپولیس، هومدشو (در مجاورت پرسپولیس)، شوش و دیگر شهرهای غربی و جنوب غرب ایران کشف شد. این اسناد، نماینگر شرح معمالات تاجرهای بابلی در ایران هستند یا در چند مورد محدود، بابلی‌هایی هستند که در آنجا سکونت گزیدند.
از بایگانی معبد اِنا در اوروک و معبد اِبابار در سیپار، هردو در میانرودان، اطلاعات ویژه بسیاری دربارهٔ اقتصاد و انجمن‌های اجتماعی در بابل وجود دارد. میان اسناد شخصی، مهم‌ترین آنها دربارهٔ اگیبی، موراشو و دیگر بسیاری از تجارت‌خانه‌ها هستند. بیشتر اسناد اگیبی، در مجاورت بابل ثبت شدند ولی برخی، در شهرهای دیگر شامل اکباتان، یکی از مهم‌ترین تجارت‌خانه‌های زمان خود بود، ثبت شد. بیشتر اسناد موراشو از ناحیه نیپور می‌آید، ولی برخی شمارگان آن قطعاً در بابل، شوش و دیگر شهرهای دیگر ثبت شده است. آنها گسترده‌ترین منابع تک برای تاریخ اقتصادی بابل در نیمه دوم قرن پنجم پیش از میلاد و شناختن تغییرات در دیوانسالاری هخامنشی به سیاست‌های زمین‌داری و سیستم نگهداری زمین هستند. همچنین این منابع اطلاعات گسترده‌ای دربارهٔ پارسی‌ها و دیگر سربازان ایرانی و مقامات عالی‌رتبه ساکن‌شده اطراف نیپور را به ما می‌دهند.

## مصر
اسناد گوناگونی با خط هیروگلیفی مصری بر روی پاپیروس، به مصر دوران هخامنشی تعلق دارد. از میان آنها مجموعه پاپیروس‌های ری‌لند است که تعدادی سند از دوره‌های مختلف را در بر دارد، یکی از آنها به نام «دادخواست Petesi» به تملک غیرقانونی املاک توسط کاهنان در دوره اولیه شاهنشاهی هخامنشی می‌پردازد. این سند بینشی ارزشمند از سیستم حقوقی مصری بدست می‌دهد. حکم کمبوجیه دوم برای محدود کردن اموال معابد مصری و فرمان داریوش بزرگ برای مدون کردن قوانین مصری هم از اهمیت بالای برخوردارند. همخوانی و همنگری کاهنان محلی با ساتراپ مصر در زمان داریوش بزرگ که فِرِنداتش نام داشت، اطلاعاتی در مورد نظام حکومتی کشور بدست می‌هد. دیگر اسناد دماتیک دربدارندهٔ اجاره‌نامه زمین‌ها و ستورها (حیوانات اهلی)، فروش بردگان، استخدام کارگران، گزارش‌های خودفروشی (برده‌داری داوطلبانه) و موارد مشابه اشاره کرد.
حدود دویست سند آرامی در مصر کشف شدند. آنها شامل پیمان ازدواج، عهدنامه‌ها، اجاره‌نامه املاک و دیگر اسناد بازرگانی هستند. برخی همچنین دربردارنده سیاست‌های دیوانسالارانه پارسی‌ها در مصر می‌شوند. همهٔ این متون، بر روی پاپیروس نوشته شده‌اند. سیزده نامه از آرشامه، ساتراپ مصر در نیمه دوم قرن پنجم پیش از میلاد، دربردارنده دستورالعمل برای مدیریت املاک اشراف‌زادگان ایرانی در مصر است؛ که بر روی چرم نوشته شده‌اند. در نهایت، اسناد آرامی از استان هخامنشی ساماریا شامل اسناد شخصی (پیمان‌نامه‌های ازدواج، آزادسازی بردگان و غیره) که به تاریخ بین سال‌های ۳۷۵ تا ۳۳۵ پیش از میلاد، ثبت گشته‌اند.